# Meridiano 87 E
O meridiano 87 E é um meridiano que, partindo do Polo Norte, atravessa o Oceano Ártico, Ásia, Oceano Índico, Oceano Antártico, Antártida e chega ao Polo Sul. Forma um círculo máximo com o Meridiano 93 W.
Começando no Polo Norte, o meridiano 87º Este tem os seguintes cruzamentos:
| País, território ou mar | Notas                                                                      |
| ----------------------- | -------------------------------------------------------------------------- |
| Oceano Ártico           |                                                                            |
| Mar de Kara             |                                                                            |
| Rússia                  |                                                                            |
| Cazaquistão             |                                                                            |
| China                   | Xinjiang Tibete (passa a leste do Monte Everest, na fronteira China-Nepal) |
| Nepal                   | Passa a leste do Monte Everest, na fronteira China-Nepal                   |
| Índia                   | Bihar Jharkhand Bengala Ocidental Orissa                                   |
| Oceano Índico           |                                                                            |
| Índia                   | Orissa                                                                     |
| Oceano Índico           |                                                                            |
| Oceano Antártico        |                                                                            |
| Antártida               | Território Antártico Australiano, reclamado pela Austrália                 |